# Улюсть

Улюсть — река в Тверской области России.
Протекает в северо-восточном направлении по территории Старицкого района. Исток — южнее деревни Новое Паньковского сельского поселения, впадает в реку Волгу в 3136 км от её устья по левому берегу, у деревни Горки. Длина реки составляет 13 км.
Вдоль течения реки расположены населённые пункты Паньковского и Васильевского сельских поселений — деревни Новое, Старое, Старо-Новое, Ермачево, Толмачево, Ушаковские Горки, Васильевское, Рамейково, Игутьево, Толвенцово, Броды и Горки.

## Данные водного реестра
По данным государственного водного реестра России относится к Верхневолжскому бассейновому округу, водохозяйственный участок реки — Волга от города Зубцов до города Тверь, без реки Тверца, речной подбассейн реки — бассейны притоков (Верхней) Волги до Рыбинского водохранилища. Речной бассейн реки — (Верхняя) Волга до Куйбышевского водохранилища (без бассейна Оки).
По данным геоинформационной системы водохозяйственного районирования территории РФ, подготовленной Федеральным агентством водных ресурсов:
- Код водного объекта в государственном водном реестре — 08010100612110000001712
- Код по гидрологической изученности (ГИ) — 110000171
- Код бассейна — 08.01.01.006
- Номер тома по ГИ — 10
- Выпуск по ГИ — 0